# Mao Inoue
Mao Inoue (井上 真央 Inoue Mao?,  Yokohama, Prefectura de Kanagawa, 9 de enero de 1987) es una actriz japonesa. Debutó como idol U-15 en 1999. Es conocida por sus papeles de Akane Imai en Kids War y Makino Tsukushi en la trilogía de Hana Yori Dango.

## Vida personal
Inoue reveló en un programa de televisión que su madre la apoyó para entrar en la industria cuando tenía cuatro años, además de estudiar música y artes. En ese entonces, actuar no era lo que tenía pensado, sin embargo cambió de parecer cuando recibió la primera carta de un fan. A pesar de haber iniciado su carrera a una edad temprana, siempre tuvo como prioridad su educación. En 2004, hizo una pausa para ingresar a la Universidad de Meiji y especializarse en teatro y literatura; eligió chino como idioma selectivo. En su último año de universidad, se mantuvo concentrada en sus estudios y, en marzo de 2009, se graduó.

## Filmografía

### Dramas
- Naruto (1992)
- Gakkō ga Abunai! (1992)
- Itsumitemo Haran Banjō (1992)
- Tsubusareta Kao! Zankoku na Shashin (1992)
- Kokoro no Tabi Series (1993)
- Kagishi (1994)
- Mayonaka no Jōkyaku (1994)
- Ninja Sentai Kakuranger (1994)
- Tōryanse (1995)
- Kura (1995)
- Genki o Ageru (1996)
- Asahi ni Wakare no Seppun o (1996)
- Abarenbō Shōgun VII (1997)
- Mito Kōmon 25th Series (1997)
- Terakoya Yume Shinan (1997)
- Kin no Tamago #3 (1997)
- Shin Hanshichi Torimonochō (1997)
- Gourmet Mystery Onna Shutchō Ryōrinin ga Iku! (1997)
- Hi no Ryōsen (1998)
- Tōyama no Kinsan vs Onna Nezumi (1998)
- Kai (1999)
- Kids War ~Zaken na yo~ (1999)
- Kids War 2 ~Zaken na yo~ (2000)
- FNS 1 Oku 2700 Mannin no 27 Jikan Television Yume Rettō ~Kazoku-ai Love You~ Special Drama (2000)
- Kids War 3 ~Zaken na yo~ (2001)
- Kids War Special ~Zaken na yo~ (2002)
- Kids War 4 ~Zaken na yo~ (2002)
- Kids War Special ~Ai Koso Subete da! Zaken na yo~ (2002)
- Kids War 5 ~Zaken na yo~ (2003)
- Kids War Special ~Kore de Final! Zaken na yo~ (2003)
- Home Drama (2004)
- Kyūmei Byōtō 24 Ji Season 3 (2005)
- Hana Yori Dango (2005)
- Hotaru no Haka (2005)
- Hana Yori Dango Returns (2007)
- Ōsama no Shinzō (2007)
- First Kiss (2007)
- Hanaikusa (2007)
- Anmitsu Hime (2008)
- Anmitsu Hime 2 (2009)
- Tengoku de Kimi ni Aetara (2009)
- Karei naru Spy -Ep.1- (2009)
- Kyumei Byoto 24-ji Season 4 -Ep.3- (2009)
- Yonimo Kimyouna Monogatari Autumn Special (2009)
- Mominoki wa Nokotta (2010)
- Jūi Dolittle (2010)
- Ohisama (2011)
- Tokkan Tokubetsu Kokuzei Choushukan (2012)
- Paji (2013)
- Hana Moyu (2015)
- Ashita no Yakusoku (2017)[1]
- Ranhansha (2018)

### Películas
- Katsuben! (2019)
- Yakiniku Dragon (2018)
- Soreike! Anpanman: Ringo Boya to Minna no Negai (2014)
- The Snow White Murder Case (2014)
- The Apology King (2013)
- Eien no 0 (2013)
- Tug of War (2012)
- Rebirth - Youkame no Semi (2011)
- Oba: The Last Samurai (2011)
- Surely Someday (2010)
- Dear Foreigner (2010)
- Boku no Hatsukoi wo Kimi ni Sasagu (2009)
- Hana Yori Dango Final (2008)
- Kaidan (2007)
- Gegege no Kitaro (2007)
- Check It Out, Yo! (2006)

### Anuncios
- MIO Sparkling Sake dry (2016)
- KAGOME (2007)
- Dralion (2006)
- Kateikyoushi no Try (2006)
- Mizuho Bank (2006)

## Discografía

### Banda sonora
- Diamonds para Anmitsu Hime (2008)

## Premios

### Cine y televisión
| Year | Organization                          | Award                              | Work                            | Result   |
| ---- | ------------------------------------- | ---------------------------------- | ------------------------------- | -------- |
| 2005 | 47th Television Drama Academy Awards  | Mejor Actriz                       | Hana Yori Dango                 | Ganadora |
| 2007 | 10th Nikkan Sports Drama Grand Prix   | Mejor Actriz                       | Hana Yori Dango Returns         | Ganadora |
| 2007 | 16th Hashida Awards                   | Mejor Revelación                   | Hana Yori Dango Returns         | Ganadora |
| 2007 | MTV Student Voice Awards              | Mejor Actriz                       | Hana Yori Dango Returns         | Ganadora |
| 2007 | 54th Television Academy Drama Awards  | Mejor Actriz                       | First Kiss                      | Nominada |
| 2008 | Nickelodeon Kids' Choice Awards       | Mejor Actriz                       | Hana Yori Dango Returns         | Ganadora |
| 2010 | Nikkan Sports Drama Grand Prix (Fall) | Mejor Actriz de Reparto            | Veterinarian Dolittle           | Nominada |
| 2011 | 3rd TAMA Film Award                   | Mejor actriz emergente             | Miracle in the Pacific          | Ganadora |
| 2011 | 35th Fumiko Yamaji Award Film Awards  | Actriz recién llegada              | Rebirth                         | Ganadora |
| 2011 | 26th Nikkan Sports Film Award         | Mejor Revelación                   | Rebirth, Miracle in the Pacific | Ganadora |
| 2011 | TV Navi                               | Mejor Actriz                       | Ohisama                         | Ganadora |
| 2011 | 70th Television Drama Academy Awards  | Mejor Actriz                       | Ohisama                         | Ganadora |
| 2012 | 35th Japan Academy Prize              | Mejor Actriz en un papel principal | Rebirth                         | Ganadora |
| 2012 | Japan Film Festival Theater Staff     | Mejor Actriz                       | Rebirth                         | Ganadora |
| 2012 | 16th Nikkan Sport Grand Prix          | Mejor Actriz                       | Tokkan                          | Nominada |
| 2015 | 38th Japan Academy Prize              | Mejor Actriz en un papel principal | The Snow White Murder Case      | Nominada |